# Бурнашево (Чистопольский район)
Бурнашево — село в Чистопольском районе Татарстана. Входит в состав Четырчинского сельского поселения.

## География
Находится в центральной части Татарстана на расстоянии приблизительно 15 км по прямой на востоко-северо-восток от районного центра города Чистополь в 3 км от берега Куйбышевского водохранилища.

## История
Основано в XVIII веке. Упоминалось также как Новая Надежда.

## Население
Постоянных жителей было: в 1859 — 275, в 1897 — 533, в 1908 — 617, в 1920 — 616, в 1926 — 707, в 1938 — 629, в 1949 — 406, в 1958 — 316, в 1970 — 188, в 1979 — 124, в 1989 — 54, в 2002 — 33 (русские 97 %), 12 — в 2010.